# ASD Vicenza
Maillots
L'Associazione Sportiva Dilettantistica Vicenza, ou Centro Sport Palladio Vicenza, est un club italien féminin de basket-ball appartenant à la Serie A2, soit le deuxième échelon du championnat italien. Le club est basé dans la ville de Vicence

## Palmarès
International
- Vainqueur de la Coupe d'Europe des clubs champions : 1983, 1985, 1986, 1987, 1988
- Vice-champion d'Europe des clubs champions : 1984, 1989
- Vainqueur de la Coupe Ronchetti : 1992

National
- Champion d'Italie : (12) 1965, 1966, 1967, 1968, 1969, 1982, 1983, 1984, 1985, 1986, 1987, 1988

## Entraîneurs successifs
- Depuis ? : ?

## Joueuses célèbres ou marquantes
- Katryna Gaither